# 음악이 있는 저녁 풍경
음악이 있는 저녁 풍경 김형중입니다는 대한민국의 라디오 채널 Cpbc FM에서 월~금요일 저녁 7시부터 밤 9시까지 방송되는 대중음악 전문 라디오 프로그램이다.

## 역사
2004년 4월 19일에 첫방송되었으며, 2018년 5월 14일에 잠정적으로 폐지되어 2018년 5월 15일부터 2020년 8월 15일까지 《박철의 빵빵한 라디오》가 방송되었다가, 2020년 8월 17일에 "음악이 있는 저녁 풍경"이 2년 만에 다시 부활되었다.

## 역대 방송시간
| 방송 채널 | 방송 기간                           | 방송 시간                                                     |
| --------- | ----------------------------------- | ------------------------------------------------------------- |
| Cpbc FM   | 2004년 4월 19일 ~ 2010년 4월 18일   | 매일 저녁 6:10 ~ 저녁 7:00                                    |
| Cpbc FM   | 2010년 10월 18일 ~ 2011년 4월 24일  | 매일 저녁 6:10 ~ 저녁 7:00                                    |
| Cpbc FM   | 2010년 4월 19일 ~ 2010년 10월 16일  | 월~토요일 저녁 6:10 ~ 저녁 7:00                               |
| Cpbc FM   | 2011년 10월 24일 ~ 2012년 4월 21일  | 월~토요일 저녁 6:10 ~ 저녁 7:00                               |
| Cpbc FM   | 2013년 4월 22일 ~ 2013년 10월 19일  | 월~토요일 저녁 6:10 ~ 저녁 7:00                               |
| Cpbc FM   | 2011년 4월 25일 ~ 2011년 10월 22일  | 월~토요일 저녁 6:05 ~ 저녁 7:00                               |
| Cpbc FM   | 2012년 4월 23일 ~ 2013년 4월 20일   | 월~토요일 저녁 6:05 ~ 저녁 8:00                               |
| Cpbc FM   | 2020년 8월 17일 ~ 2021년 4월 17일   | 월~토요일 저녁 6:05 ~ 저녁 8:00                               |
| Cpbc FM   | 2021년 10월 18일 ~ 2022년 10월 29일 | 월~토요일 저녁 6:05 ~ 저녁 8:00                               |
| Cpbc FM   | 2013년 10월 21일 ~ 2016년 11월 27일 | 매일 저녁 5:05 ~ 저녁 7:00                                    |
| Cpbc FM   | 2016년 11월 28일 ~ 2017년 12월 3일  | 매일 저녁 5:00 ~ 저녁 7:00                                    |
| Cpbc FM   | 2017년 12월 4일 ~ 2018년 5월 14일   | 월~토요일 저녁 6:05 ~ 저녁 8:00, 일요일 저녁 6:05 ~ 저녁 7:00 |
| Cpbc FM   | 2021년 4월 19일 ~ 2021년 10월 15일  | 평일 저녁 6:05 ~ 저녁 8:00                                    |
| Cpbc FM   | 2022년 10월 31일 ~ 2023년 10월 27일 | 평일 저녁 5:00 ~ 저녁 6:00                                    |
| Cpbc FM   | 2023년 10월 30일 ~ 2024년 10월 26일 | 월~토요일 저녁 5:00 ~ 저녁 6:00                               |
| Cpbc FM   | 2024년 10월 28일 ~ 현재             | 평일 저녁 7:00 ~ 밤 9:00                                      |

## 요일별 코너
- 월요일 : 슬기로운 퀴즈 생활 시즌2 "대국민 문자 퀴즈"
- 화요일 : 세대유감? 세대공감!
- 수요일 : 오늘 뭐 먹지?
- 목요일 : 5! 해피데이
- 금요일 : BGM이 있는 풍경

## 같이 보기
관련 항목
- 대중음악

방송 프로그램
- 6시 저녁바람 김창완입니다, 그대의 밤, 정엽입니다 (SBS 러브FM)
- 박소현의 러브게임, 웬디의 영스트리트 (SBS 파워FM)